# Rue du Marché (Nanterre)
La rue du Marché est une voie publique de la commune de Nanterre, dans le département français des Hauts-de-Seine.

## Situation et accès
Cette rue orientée nord-sud forme le point de départ du boulevard du Midi.

## Origine du nom

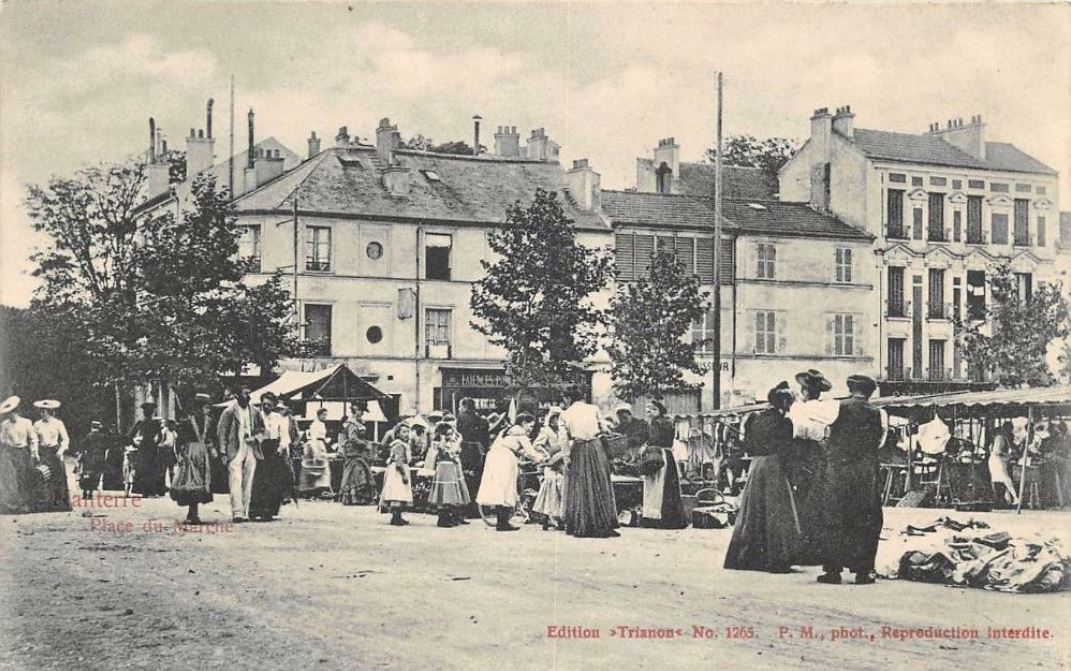
La rue du Marché vue de la place du Marché. Les trois immeubles à droite sont toujours présents.

Cette rue tient son nom du Marché du centre.

## Historique
Un bureau de Poste y est installé en 1896,.

## Bâtiments remarquables et lieux de mémoire

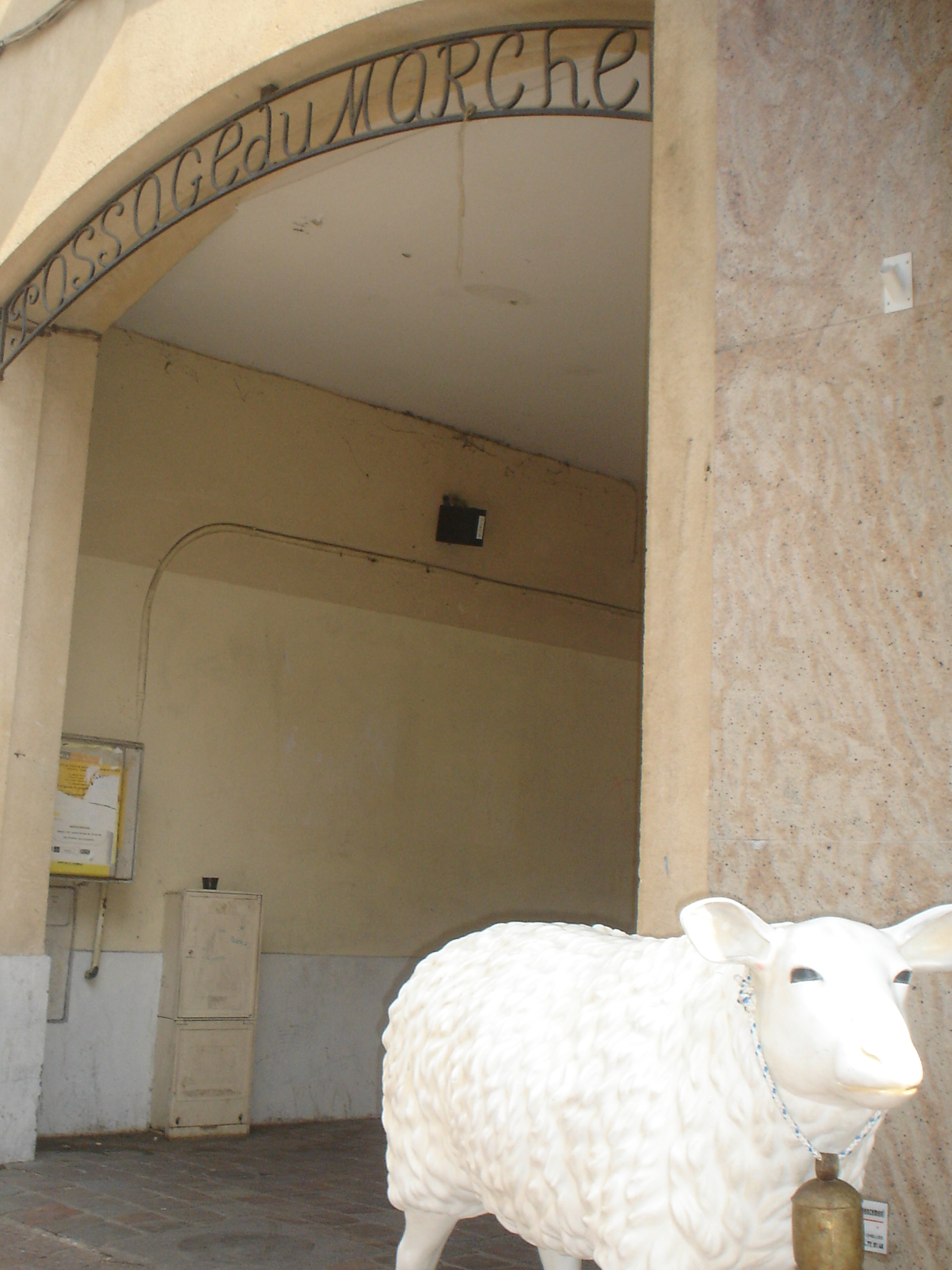
Passage du Marché, qui joint la rue du Castel-Marly à la rue du Marché.

- Marché du Centre[4].